# Antoine-Wiertz-Museum

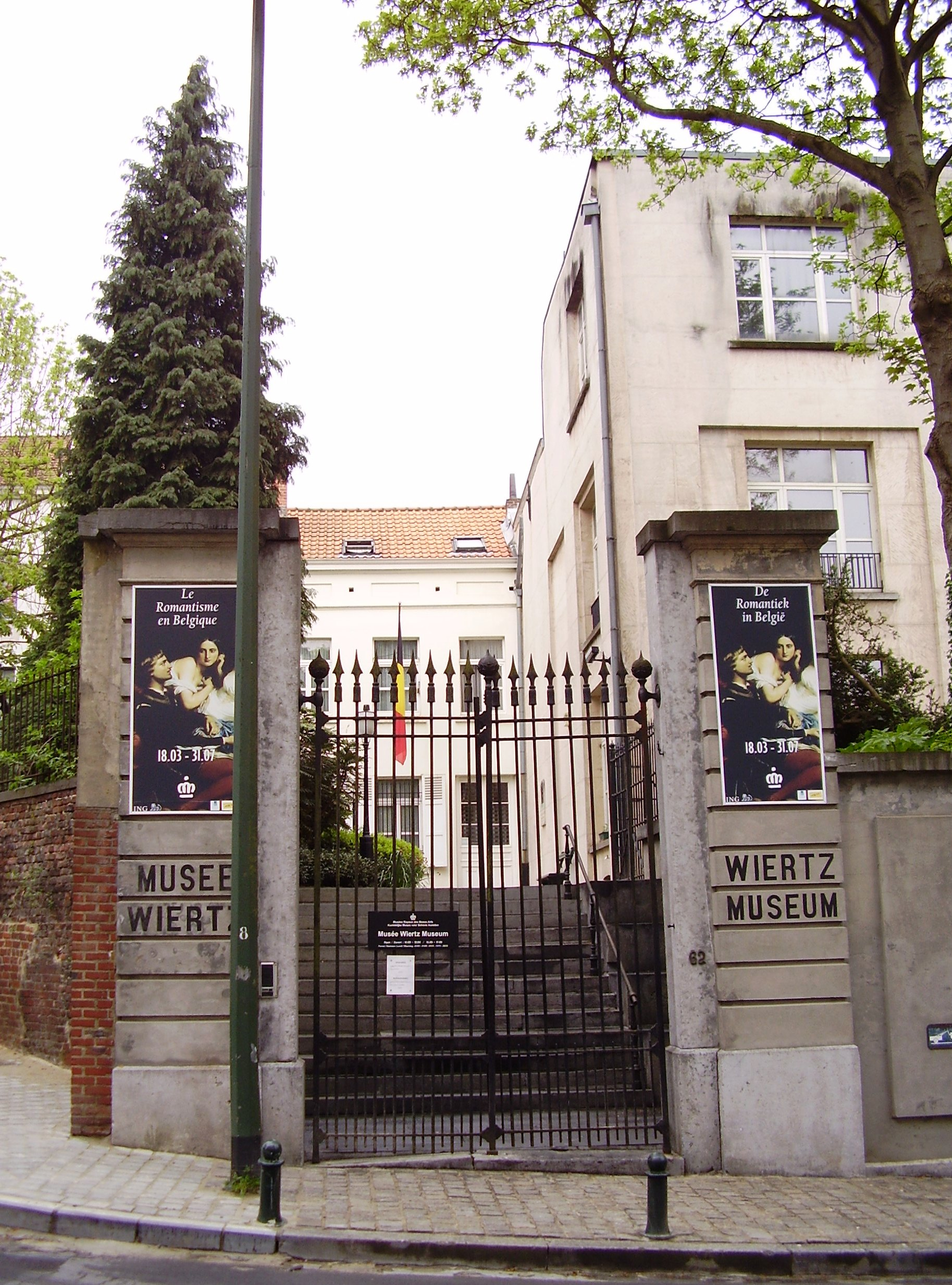
Antoine-Wiertz-Museum

Das Antoine-Wiertz-Museum (frz. Le Musée Antoine Wiertz, niederl. Het Antoine Wiertzmuseum) ist ein dem belgischen Maler, Zeichner, Kupferstecher und Bildhauer Antoine Joseph Wiertz gewidmetes Museum in Ixelles in der Region Brüssel. Es wurde 1868 gegründet.
Wiertz hatte bereits zu Lebzeiten als Künstler großen Erfolg, und der belgische König Leopold I. schätzte seine Werke derart, dass er veranlasste, auf Staatskosten dem Künstler ein Haus in Ixelles bauen zu lassen. Die Baupläne entwarf Wiertz persönlich und das Atelier des 1850 fertiggestellten Gebäudes war auf die großformatigen Gemälde des Malers zugeschnitten. Nach Wiertz' Tod am 18. Juni 1865 gingen das Gebäude und der gesamte künstlerische Nachlass in den Besitz des belgischen Staates über. Ein Umbau für museale Zwecke erfolgte anschließend; seit 1868 ist das Antoine-Wiertz-Museum Teil der Königlichen Museen der Schönen Künste.
Zu den ausgestellten Werken gehören das 5,2 × 8,5 Meter große Gemälde Griechen und Troianer kämpfen um den Körper des Patróklos ebenso wie eine Vielzahl kleinerer Studien. Neben zahlreichen Porträts, wozu auch einige Selbstbildnisse gehören, ist das Bild Der lebendig Begrabene eines seiner bekanntesten Werke im Museum. Darüber hinaus zeigt das Museum viele Skulpturen des Künstlers.

## Ausgestellte Werke
(Auswahl)

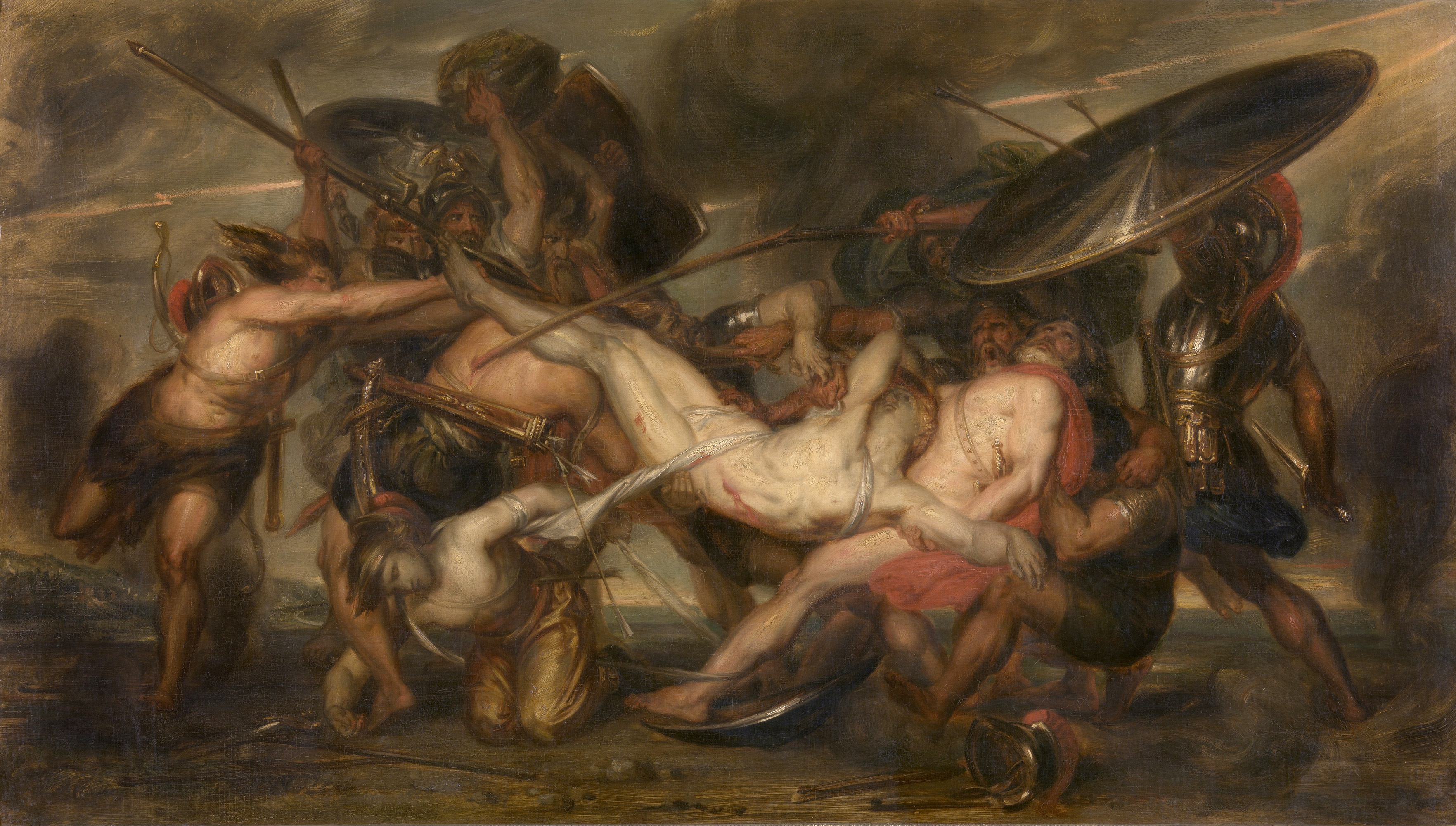
Antoine Wiertz: Griechen und Troianer kämpfen um den Körper des Patróklos
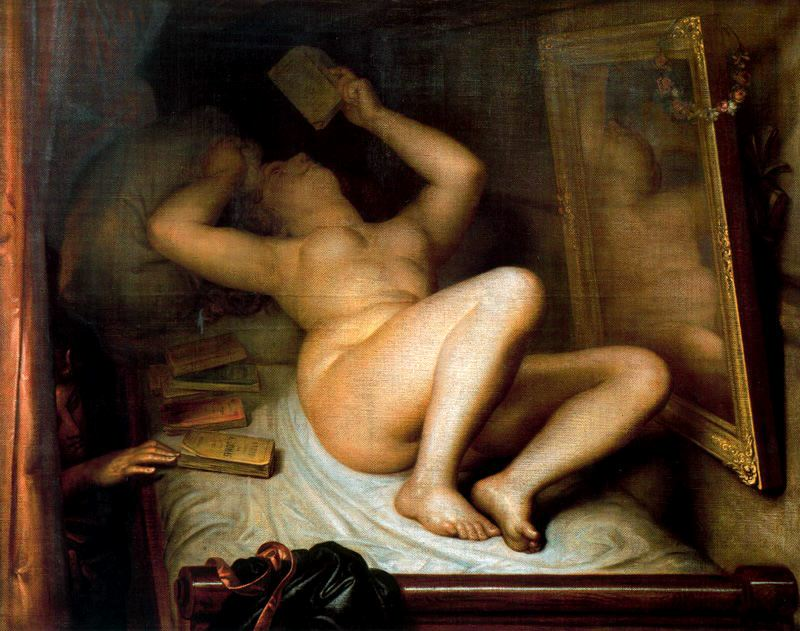
Antoine Wiertz: Die Lesende
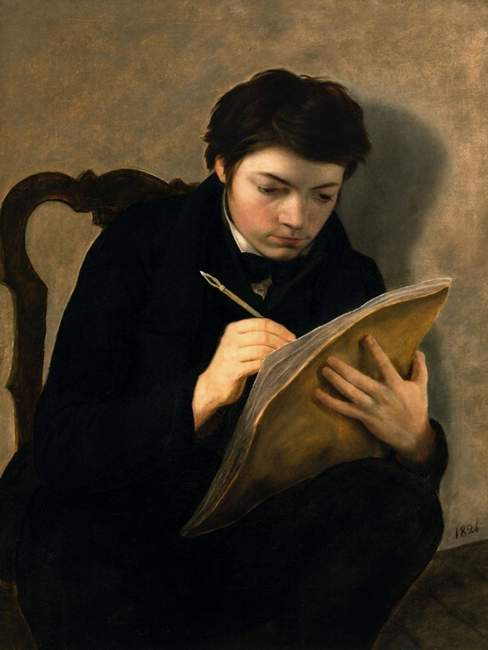
Antoine Wiertz: Selbstbildnis im Alter von 18 Jahren
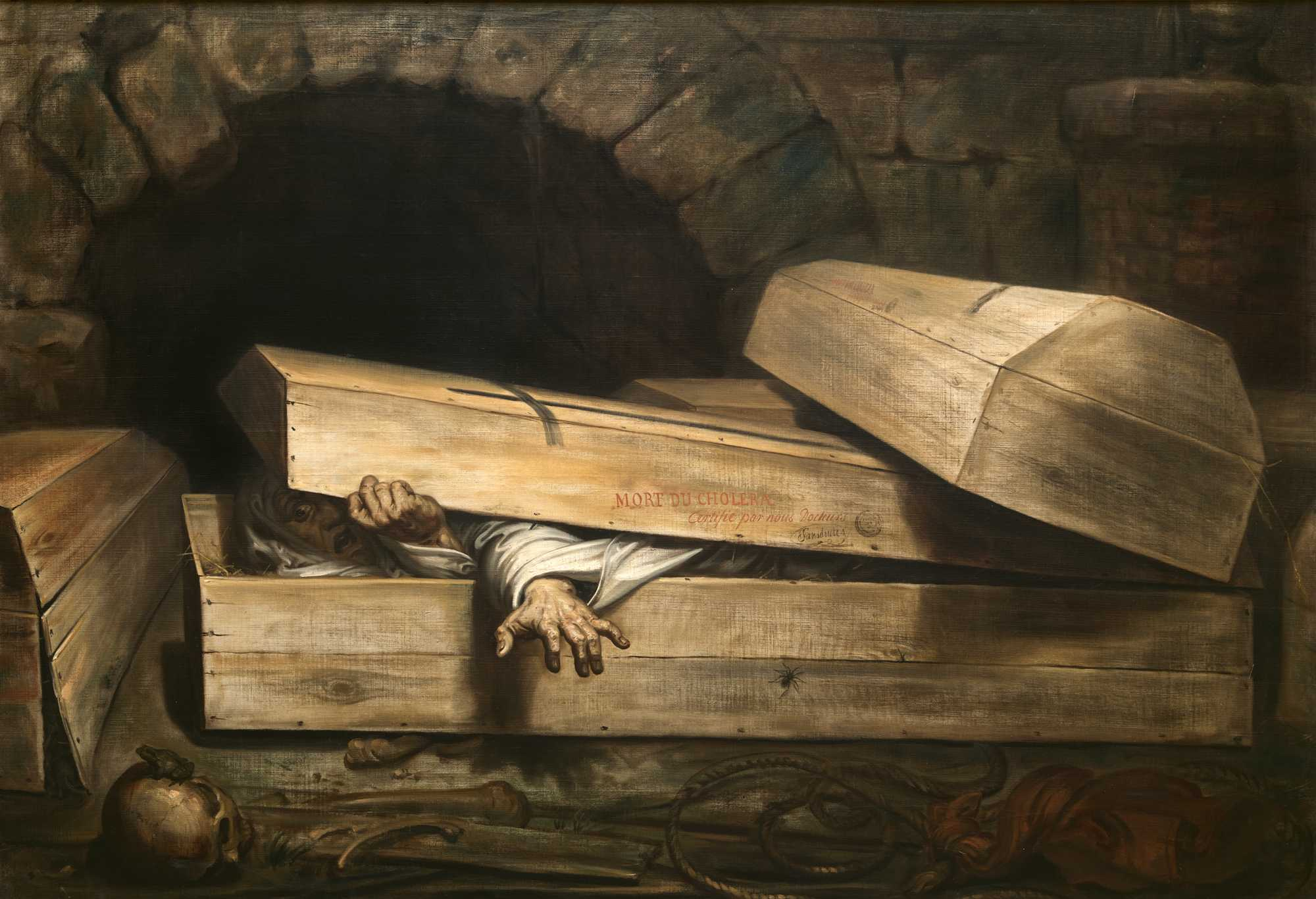
Antoine Wiertz: Der lebendig Begrabene